# 学園特捜ヒカルオン
『学園特捜ヒカルオン』（がくえんとくそうヒカルオン）は、1987年1月28日にエモーション（現：バンダイビジュアル）からビデオカセット (VHS/β) で発売されたOVA。30分。

## 概要
本作は、OVAブーム中の当時における大人の特撮ファンにも大人気だった宇宙刑事シリーズへのオマージュやリスペクトの濃い、学園SFアクション作品である。ただし、エモーションのヤングアダルト向けレーベル「C-MOON」向けに制作されたことから、子供向けでもある原典では描けないレベルの暴力描写や出血描写のほか、主人公・四方堂光のパートナーにしてヒロインの美女教師・葉月あづみがチンピラたちに襲われて衣服を破られるといった、性的暴行調のエロ描写も盛り込まれている。
原作、脚本、絵コンテ、作画監督など大半の主要役職は、宇宙刑事シリーズの大ファンであるアニメーター・越智一裕が担当した。音楽は宇宙刑事シリーズと同じく渡辺宙明が担当した（詳細は#LPレコードを参照）ほか、主題歌も同じく串田アキラが担当した。また、声優も敵・妖魔獣役は宇宙刑事シリーズの悪役で知られる飯塚昭三が担当した。
越智によれば、光役の声優だけはベテランから新人まで10人ほどが参加したオーディションを経て、本作が初主役となる当時新人の関俊彦が起用された。このオーディションには水島裕も参加しており、上手さでは当時ベテランの彼が一番だったが、主役は新人でという視点から関の起用になったそうである。また、本作は高山みなみの声優デビュー作でもあり、女子生徒役で出演している。音響制作は、当時81プロデュースの代表者であった中野徹が担当した。
アイキャッチに映っている実写キャラクターは、越智が『アニメージュ増刊 ザ・モーションコミック』に連載していた漫画『ひらきなおってマイヒーロー』の主人公・宇宙戦士ギャリバンであり、本作に登場する超人戦士ヒカルオンのデザインベースにもなっている。越智の自主映画用に制作されたこのスーツは彼自身が着ており、撮影は本作の原画にも参加している亀垣一が担当した。
ストーリーは（宇宙刑事シリーズを熟知している人向けの）駆け足となっており、金田伊功、山下将仁、田村英樹、大平晋也といった個性的な絵柄や動かし方で知られたアニメーターが多数参加しているため、前述のエロ描写と併せてアクションシーンでは原画マンの個性が強く発揮されている。また、原画マンには漫画家・那州雪絵や、アニメーター当時のいのまたむつみも名を連ねている。
1988年3月30日にはよみうりテレビ（『アニメだいすき!』枠）にて、後年にはAT-Xにてそれぞれテレビ放送された。
VHS/β版の発売後にLD化された（初回版：NRAL-1004、廉価版：BEAL-1187）ものの、それ以降は長らく再販はおろかDVD化もされず絶版状態にあったが、2022年10月12日には35ミリネガフィルムからの5Kスキャンマスターを用いたBD版が東映ビデオから発売された。

## ストーリー
主人公の高校生・四方堂光は悪の犯罪組織「ウラー」を倒すため、パートナーの美女教師・葉月あづみと共に影の科学捜査組織「学園特別捜査委員会」の一員としての正体を隠しながら戦っている。そんな光とあづみが生徒の相次ぐ自殺に不審を持って私立凌徳学園高等学校へ編入してまもなく、あづみは人外の力を発揮するチンピラたちに襲われ、女子高生・椎名弥生と共にウラーのもとへ囚われてしまう。あづみと弥生を救うため、光はファイティングスピリッツ・スーツを装着して超人戦士ヒカルオンとなり、彼女たちのところへ向かう。

## キャスト
- 四方堂光 / ヒカルオン：関俊彦
- 葉月あづみ：土井美加
- 椎名弥生：冨永みーな
- 五味狂介 / ナレーション：玄田哲章
- 天草志郎：曽我部和恭
- 妖魔獣：飯塚昭三

## スタッフ
- 原作・脚本・絵コンテ・キャラクターデザイン・作画監督・監督 - 越智一裕
- 原画 - 金田伊功、鍋島修、いのまたむつみ、長岡康史、亀垣一、飯島正勝、山崎理、内田順久、大平晋也、田村英樹、山下将仁、高橋久美子、本橋秀之、中山勝一、那州雪絵、越智一裕
- オープニングプレゼンター - 金田伊功
- 美術監督 - 下野哲人
- 撮影監督 - 新井隆文
- 編集 - 掛須秀一、石田悟、磯部文弘
- 音楽 - 渡辺宙明
- 音響監督 - 藤山房延
- プロデューサー - 三浦亨、内山就路
- 制作 - AIC
- 製作 - ネットワーク

## 主題歌
「裂空! 学園特捜ヒカルオン」
作詞 - 越智一裕 / 作曲・編曲 - 渡辺宙明 / 歌 - 串田アキラ、金子久美
越智によれば、作詞は厳密には渡辺との共作であり、越智の書いた元詞を渡辺が組み替えた1番を元に越智が2番以降を書いて詞を完成させたという。また、後年にキッズステーションにて放送された音楽番組『アニぱら音楽館』でのインタビューによれば、串田は本曲がデュエットになるとは思わずに録音したため、完成した曲の出だしを聴いて金子の歌声が流れてきたことに驚いたそうである。後述のLPレコードには、1番が金子のソロ、2番が串田のソロ、リピートが金子と串田のデュエットでそれぞれ収録されている。
なお、LPレコードのライナーノートでは「裂空! 学園特捜ヒカルオン -テーマ オブ ヒカルオン-」と表記されており、後年でも同様に表記されているものがあるが、越智は「『-テーマ オブ ヒカルオン-』は付かない形が正しい」と明言している。また、プロレスラーのミステル・カカオによれば、2009年に開催された串田の40周年記念ライブ「夢中者」で本曲が披露された際には、ものまねタレントの桜井ちひろが金子パートの歌唱を担当していたという。

## LPレコード
『裂空! 学園特捜ヒカルオン』
1987年1月21日にリバスターレコードから発売された。BGM全15曲や主題歌「裂空! 学園特捜ヒカルオン」に加え、OVA『ボディジャック 楽しい幽体離脱』の主題歌「夜に泣いて」がスペシャルボーナスとして収録されている。
録音は、アバコスタジオと山中湖スタジオにて、3日間に渡って行われた。越智一裕によれば、当初は渡辺宙明を起用する予定ではなかったリバスターを越智が説得して渡辺の起用に漕ぎ着けたうえ、「夜に泣いて」についてもリバスターの指示で本作の主題歌として用いられるところを越智が策を講じて阻止した結果、渡辺による「裂空! 学園特捜ヒカルオン」の作曲や串田アキラの起用が実現した。金子久美の起用についてもリバスターの指示だったため、越智は当初こそ否定的だったが、アバコスタジオにて目の当たりにした金子の歌唱力に驚いて考えを改め、彼女の担当した1番をエンディングに起用した。「夜に泣いて」が本盤に収録されているのは、その名残りだそうである。
なお、2016年4月27日に日本コロムビアから発売された渡辺の卒寿記念アルバム『渡辺宙明 卒寿記念 〜SELF SELECTION & MORE〜』には本作の楽曲も復刻収録されているが、マスターテープが現存していなかったため、LPレコードからのマスタリングとなっている。